# João Doria Júnior

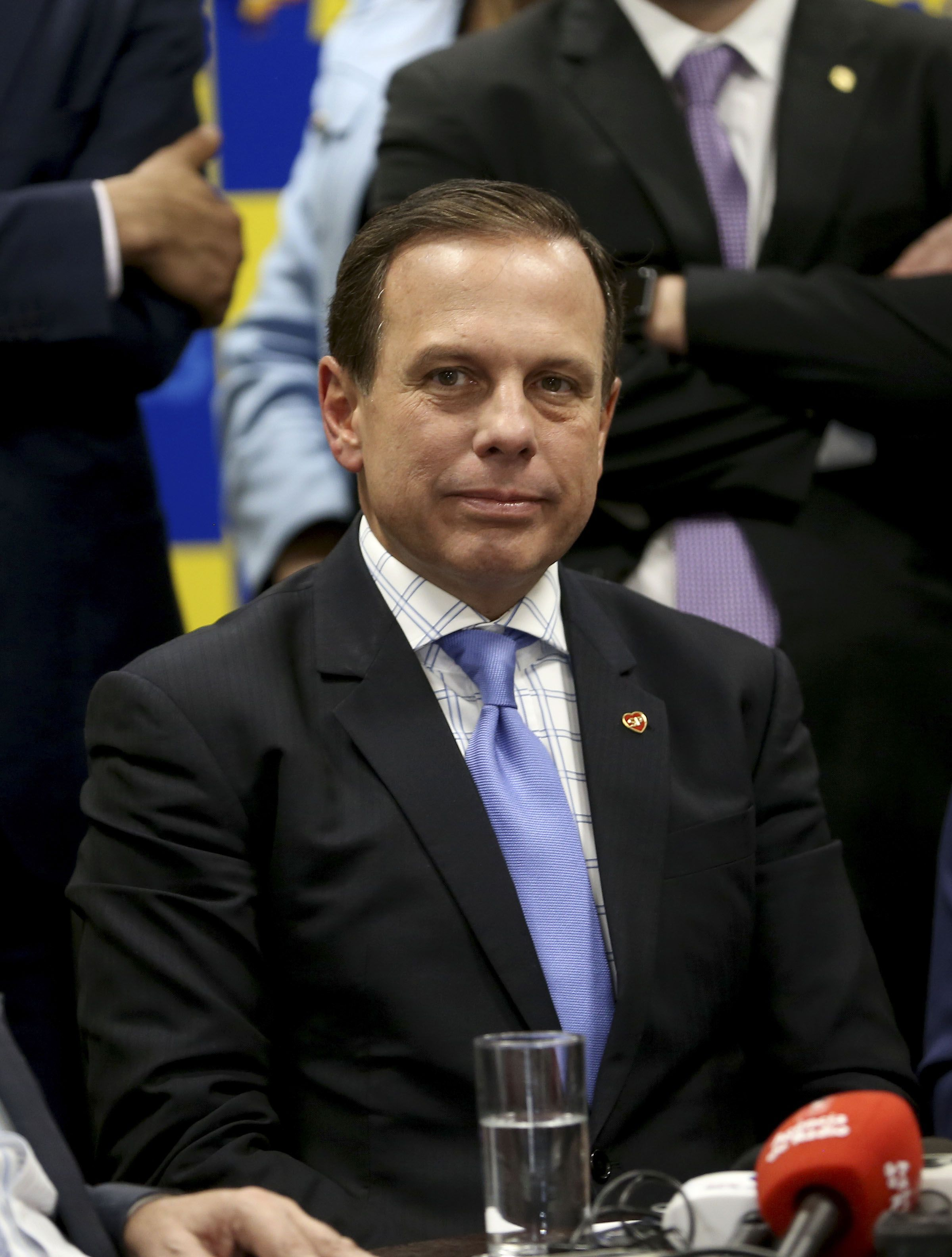
João Doria bei einer Veranstaltung des PSDB.

João Agripino da Costa Doria Junior, genannt João Doria (* 16. Dezember 1957 in São Paulo), ist ein brasilianischer Unternehmer und Politiker des Partido da Social Democracia Brasileira (PSDB). Er war vom 1. Januar 2017 bis zum 6. April 2018 Bürgermeister von São Paulo sowie vom 1. Januar 2019 bis 31. März 2022 der 37. Gouverneur des Bundesstaates São Paulo und war Präsidentschaftskandidat für die Wahlen in Brasilien 2022.

## Leben
Doria Júnior ist der Sohn des Publizisten und ehemaligen Bundesabgeordneten João Agripino da Costa Doria Neto aus Bahia und der Geschäftsfrau Maria Sylvia Vieira de Moraes Dias Doria aus São Paulo. Im Jahr 1992 gründete er die Grupo Doria, ein Kommunikations- und Marketingunternehmen.

## Politische Laufbahn
Bei der Kommunalwahl 2016 kandidierte Doria für die in der politischen Mitte angesiedelte Brasilianische Sozialdemokratische Partei (PSDB) für den Posten des Stadtpräfekten (Bürgermeister) von São Paulo, der größten Stadt Brasiliens. Mit 53,3 % der Stimmen konnte er sich im ersten Wahlgang durchsetzen. Seit dem 1. Januar 2017 war er amtierender Bürgermeister São Paulos. Damit folgte er auf Fernando Haddad von der Arbeiterpartei (PT).
Im April 2018 trat er als Bürgermeister von São Paulo zurück, um anschließend für den Posten des Gouverneurs des Bundesstaates São Paulo zu kandidieren, was ihm im ersten Wahldurchgang am 7. Oktober 2018 mit 6.431.555 oder 31,77 % der gültigen Stimmen gelang. Sein Nachfolger als Stadtpräfekt wurde ab 6. April 2018 Bruno Covas, der ebenfalls dem PSDB angehörte.
Für die Präsidentschaftswahl in Brasilien 2022 wurde er vom PSDB auf dem Novemberparteitag 2021 als Präsidentschaftskandidat der Partei nominiert. Zum 31. März 2022 trat er von seinem Amt als Gouverneur zurück, Nachrücker als Gouverneur wurde sein bisheriger Vizegouverneur Rodrigo Garcia.